# Врховни народни суд Републике Кубе
Врховни народни суд Републике Кубе (шп. Tribunal Supremo Popular de la República de Cuba) највиши је суд на Куби.

## Састав
Врховни народни суд се састоји из предсједника, потпредсједника, предсједника одјељења, судија и судија-поротника. Унутар Суда се успостављају Савјет, Општа сједница и Секретаријат. Одјељења Суда су: кривично, грађанско-управно, за дјела против безбједности државе, радно, привредно и војно.
Врховни народни суд преко Савјета остварује право законодавне иницијативе. Савјет Врховног народног суда (шп. Consejo de Gobierno del Tribunal Supremo Popular) састављају предсједник и потпредсједници Суда и предсједници одјељења.

## Судови
Судови су независни државни органи и потчињени искључиво Народној скупштини и Државном савјету. Осим Врховног народног суда постоје и провинцијски народни судови, општински народни судови и војни судови. Провинцијски народни судови такође имају савјет и одјељења као и Врховни народни суд (осим војног одјељења). Општински народни судови немају савјет нити одјељења.
Избор предсједника и потпредсједника Врховног народног суда врши Народна скупштина на предлог предсједника Државног савјета. Затим, предсједнике и судије одјељења бира Народна скупштина на предлог предсједника Врховног народног суда. Изузетно, предсједник и судије војног одјељења се бирају на заједнички предлог министра револуционарних оружаних снага и предсједника Врховног народног суда.
Предсједнике, потпредсједнике, предсједнике и судије одјељења провинцијских народних судова бирају провинцијске народне скупштине на предлог предсједника Врховног народног суда. Затим, предсједнике и судије општинских народних судова бирају такође провинцијске народне скупштине.